# 조수애
조수애(1992년 5월 14일 ~ )는 대한민국의 前 아나운서이다. JTBC 재직 시절 JTBC 뉴스 아침&에서 《국내 이모저모》, 《해외 이모저모》를 진행하였다.

## 학력
- 김해외국어고등학교
- 명지대학교 서울캠퍼스 영어영문학과 재학
- 홍익대학교 서울캠퍼스 불어불문학과 편입

## 경력
- JTBC 아나운서팀 아나운서 (2016년~2018년)

## 방송
- 2016년 2월 1일 ~ 2017년 12월 15일, 2018년 7월 9일 ~ 11월 16일 JTBC 《JTBC 뉴스 아침&》
- 2016년 3월 1일 ~ 2018년 JTBC GOLF 《LPGA 탐구생활》
- 2016년 11월 27일 ~ 2017년 1월 22일 JTBC 《전(錢)국민 프로젝트 슈퍼리치》
- 2017년 3월 31일 ~ 2017년 4월 7일 JTBC 《육감적중쇼 n분의1》
- 2018년 4월 9일 ~ 2018년 JTBC GOLF 《골프 어택》
- 2018년 5월 23일 JTBC4 《미미샵》 5회
- 2018년 7월 27일 ~ 2018년 JTBC 《오늘, 굿데이》
- 2018년 8월 12일 JTBC 《히든싱어 5》 바다 편 패널 출연
- 2018년 웹드라마 《두텁이의 어렵지 않은 학교 생활》 영어선생님 역